# IFK Mariehamn
Az IFK Mariehamn, teljes nevén Idrottsföreningen Kamraterna Mariehamn egy finn labdarúgócsapat. A klubot 1919-ben alapítottá, jelenleg az első osztályban szerepel. Székhelye Mariehamnban, a svéd többségű Ålandon van. 2016-ban a klub megnyerte a finn élvonalbeli labdarúgó bajnokságot, így indulhattak a 2017-2018-as Bajnokok Ligája selejtezőjében, azonban a lengyel Legia Warsawa 9-0-ás összesítéssel kiütötte őket.
Az IFK-család tagja.

## Jelenlegi keret
| #  |       | Poszt | Név                  |
| -- | ----- | ----- | -------------------- |
| 1  | Kenya | K     | Willis Ochieng       |
| 2  | UKR   | V     | Dmitro Volosin       |
| 3  | FIN   | V     | Patrik Rikama        |
| 4  | SWE   | KP    | Johan Carlsson       |
| 5  | FRA   | V     | Médoune Gueye        |
| 6  | SWE   | KP    | Marcus Olofsson      |
| 7  | FIN   | CS    | Petteri Forsell      |
| 8  | FIN   | KP    | Sebastian Strandvall |
| 9  | CRO   | KP    | Ante Šimunac         |
| 10 | FIN   | KP    | Tamás Gruborovics    |
| 11 | FIN   | KP    | Mika Niskala         |
| 13 | FIN   | K     | Simon Enqvist        |

| #  |       | Poszt | Név                |
| -- | ----- | ----- | ------------------ |
| 15 | Kenya | KP    | Amos Ekhalie       |
| 16 | FIN   | CS    | Wilhelm Ingves     |
| 18 | FRA   | V     | Boussad Houche     |
| 19 | FIN   | V     | Fredrik Appel      |
| 20 | FIN   | V     | Johannes Nordström |
| 21 | FIN   | CS    | Jimmy Sundman      |
| 22 | NGA   | V     | Echiabhi Okodugha  |
| 24 | FIN   | V     | Mate Dujilo        |
| 28 | FIN   | CS    | Mikko Paatelainen  |
| 29 | FIN   | K     | Gustav Långbacka   |
| 30 | FIN   | CS    | Sasha Anttilainen  |

## Ismertebb játékosok
- Daniel Sjölund
- Mikael Granskog
- Anders Eriksson
- Urmas Kaljend
- Lembit Rajala
- Paulus Arajuuri

## Trófeák
- Finn bajnok (1): 2016

## Külső hivatkozások
- (svédül) Hivatalos weboldal
- (svédül) GMM - szurkolói oldal